# Pacific Rim 2001 (rugby a 15)
La Epson Cup Pacific Rim 2001 fu l'ultima edizione del Pacific Rim Champiosnhip, istituito nel 1996 dall'allora International Rugby Board (oggi World Rugby, organo di governo del rugby a 15 a livello mondiale).
La 6ª edizione del 2001, fu anche l'ultima e venne vinta dalle Figi. Essa fu disputata con una formula nuova, che ne sancì la crisi e la scomparsa: le nazionali che parteciparono alla competizione vera e propria vennero ridotte da 6 a 4, mentre furono 7 in totale le nazioni che disputarono le qualificazioni, una sorta di turno preliminare con il quale accedere alla fase finale, ovvero la competizione vera e propria.
Le nazionali a qualificarsi alla fase a eliminazione del torneo sarebbero state: due nazionali isolane, la vincitrice e la seconda classificata del Pacific Tri-Nations 2001, ovvero due tra Figi, Tonga, Samoa; una nazionale americana tra Canada e Stati Uniti; e una nazionale asiatica tra Corea del Sud e Giappone.
La competizione si svolse in Giappone, nella città di Tokyo, mentre gli impianti utilizzati furono: il Tokyo Stadium, per la fase a eliminazione diretta del 3 luglio, e lo Stadio Principe Chichibu, per le finali dell'8 luglio.

## Qualificazioni
I preliminari vennero disputati per aree continentali:
- Isole del Pacifico:  Figi e  Samoa, rispettivamente vincitrice e 2ª classificata del Pacific Tri-Nations 2001.

- America: partita valida per la 2ª giornata del Campionato panamericano 2001.

| Kingston 19 maggio 2001 | Canada           | 19 – 10 | Stati Uniti | Richardson Memorial Stadium (7.100 spett.)\| Arbitro: \| Santiago Borsani \| |
| Arbitro:                | Santiago Borsani |         |             |                                                                              |

- Asia:

| Tokyo 13 maggio 2001 | Giappone      | 27 – 19 | Corea del Sud | Stadio Principe Chichibu (15.000 spett.)\| Arbitro: \| Jeng-Wen Jang \| |
| Arbitro:             | Jeng-Wen Jang |         |               |                                                                         |

## Torneo

### Fase a eliminazione diretta
| Tokyo 3 luglio 2001 | Canada               | 23 – 52 | Figi | Tokyo Stadium\| Arbitro: \| Anetere'a Aiolupotea \| |
| Arbitro:            | Anetere'a Aiolupotea |         |      |                                                     |

| Tokyo 3 luglio 2001 | Giappone        | 8 – 47 | Samoa | Tokyo Stadium (8.000 spett.)\| Arbitro: \| Bruce Kuklinski \| |
| Arbitro:            | Bruce Kuklinski |        |       |                                                               |

### Finali

#### Finale 3º posto
| Tokyo 8 luglio 2001 | Giappone             | 39 – 7 | Canada | Stadio Principe Chichibu (10.000 spett.)\| Arbitro: \| Anetere'a Aiolupotea \| |
| Arbitro:            | Anetere'a Aiolupotea |        |        |                                                                                |

#### Finale 1º posto
| Arbitro: | Bruce Kuklinski |

|           |      |             |
| Uluinayau | mt   | So'oialo    |
| Little    | tr   |             |
| Little    | c.p. | Va'a Leaega |